# Колдун Игнат и люди
«Колдун Игнат и люди» — рассказ писателя Виктора Пелевина, жанр которого определён автором как «сказочка». Рассказ является первым опубликованным литературным произведением писателя. Впервые напечатан в журнале «Наука и религия» в 1989 году.

## Сюжет
Действие происходит 4 мая 1912 года. К колдуну Игнату приходит в гости протоиерей Арсеникум. Игнат усаживает священника за стол, угощает его чаем и пряниками, а тот даёт прочитать колдуну три своих рассказа: «Откровение св. Феоктиста», «Как Михаил Иванович с ума сошёл и умер» и «Рассказ о таракане Жу». В тексте произведения приводится полный текст этих рассказов. Пока Игнат читал рассказы, через умышленно оставленную открытой Арсеникумом дверь, в дом зашли мужики в овчинах, пряча за спины большие топоры. На вопрос Игната, что им надо, мужики ответили, что собираются его убить, так как он колдун. В ответ Игнат исчез, растворившись в воздухе.

## Отзывы
Критиками отмечалась философичность расстановки и выбора персонажей главного героя — колдуна Игната и героя-антагониста — протоиерея Арсеникума. Традиционная антиномия, что священник является носителем позитивного начала, а колдун — негативного — в рассказе перевёрнута. В противостояние двух героев в рассказе вклиниваются люди, «мужики в овчинах», которые скрывались за дверью, чтобы улучить момент и убить колдуна. Этих мужиков критик О. В. Богданова сравнивает с образом Пугачёва в «Капитанской дочке» А. С. Пушкина, а также с провинившимися детьми, застигнутыми родителями или воспитателями врасплох. Введение этих персонажей, согласно литературоведу, было необходимо Пелевину, чтобы высказать мысль, что мир давно уже убит своими собственными колдунами, «которая станет инвариантной и стержневой в последующих текстах писателя».
Литературовед Д. Хапаева, обращает внимание, что само название рассказа противопоставляет Игната людям. Хотя колдун в рассказе является скорее сказочным персонажем, чем «нелюдем», но, тем не менее, именно тут впервые закладывается философская тема соотношения человеческого и нечеловеческого, которая позже ляжет в основу других произведений автора: «Зомбификация советского человека» (1990), «Проблема верволка в средней полосе» (1991) и др.
В работе И. А. Федотовой обращается внимание на символизм в рассказе. Так, Арсеникум (Arsenicum) — это латинское название мышьяка. Священник даёт Игнату «папку красного картона» с рассказами, что намекает на кровь. Сюжет каждого рассказа протоиерея связан со смертью. Действие происходит 4 мая 1912 года, а 4 мая — это Проклов день — день, когда было принято проклинать нечистую силу. По мнению Федотовой, рассказ повествует о «слепом конфликте людей и религии, которая навязывает мужикам/миру/людям убивать колдунов. А кто колдун, а кто нет, решает церковь, и здесь её представитель — Арсеникум — мышьяк, поражающий разум людей/мира/мужиков».
Внимание также уделяется вставным рассказам Арсеникума, которые читает Игнат. По мнению критика Т. Есенова, эти вставные тексты крайне важны, они являются не чужеродными элементами, а неотъемлемой частью произведения.